# Ondertoon

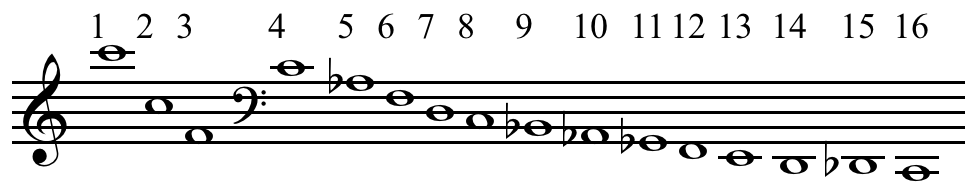
Ondertoonserie onder c Bestand:Undertone series on C.mid

In de muziekleer is een ondertoon of subharmonische (toon) van een bepaalde grondtoon een toon met een frequentie die een geheel deel is van de frequentie van de grondtoon. De frequentie van de ondertoon verhoudt zich dus tot die van de grondtoon als 1/2, 1/3, 1/4, enz. De grondtoon is een boventoon van de ondertoon.
Feitelijk is de ondertoonreeks een reeks tonen die het resultaat is van het omkeren van de intervallen van de boventoonreeks. De boventoonreeks is gebaseerd op rekenkundige vermenigvuldiging van frequenties, de ondertoonreeks is gebaseerd op rekenkundige deling. 
Terwijl boventonen van nature voorkomen bij het voortbrengen van tonen op instrumenten, moeten ondertonen op ongebruikelijke manieren worden geproduceerd. Door bijvoorbeeld een bepaalde druk met de strijkstok op een snaar uit te oefenen, kan een ondertoon geproduceerd worden. Deze techniek wordt bijvoorbeeld gevraagd in strijkkwartetten van de componist George Crumb.